# Cyphostemma kerkvoordei
Cyphostemma kerkvoordei là một loài thực vật hai lá mầm trong họ Nho. Loài này được (Dewit) Desc. miêu tả khoa học đầu tiên năm 1967.